# Maximiliaan Jozef in Beieren
Maximiliaan Jozef in Beieren (Bamberg, 4 december 1808 – München, 15 november 1888), kortweg hertog Maximiliaan, was het enige kind van hertog Pius August in Beieren en prinses Amalia Louise van Arenberg. Hij was een hertog in Beieren uit het geslacht Wittelsbach en een promotor van Beierse volksmuziek. Bij de bevolking van München was hertog Maximiliaan geliefd en werd in de volksmond al gauw hertog Max genoemd. Hij was de vader van de Oostenrijkse keizerin Elisabeth en de grootvader van de Belgische koningin Elisabeth.

## Biografie

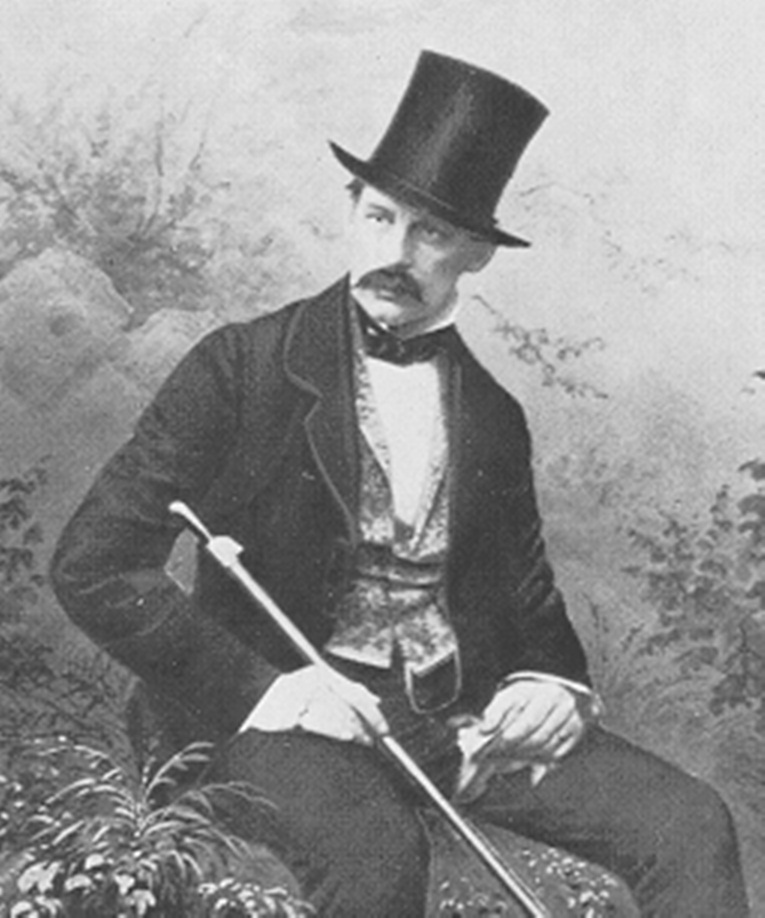
Maximiliaan Jozef in Beieren

### Jeugd en opleiding
Op 9-jarige leeftijd werd hij door zijn peetom, koning Maximiliaan I Jozef van Beieren, naar het Königlichen Erziehungsinstitut für Studierende in München gehaald, dat in 1574 opgericht was door hertog Albrecht V van Beieren als Seminarium Gregorianum des Jesuiten. Max leerde daar niet alleen klassieke talen, Frans en Italiaans, maar ook muziek en tekenen. Hij verdiepte zich ook in de bibliotheek met zijn Latijnse, Griekse en Duitse klassiekers, kaarten en tekeningen. Zijn liefde voor de natuur werd door dagelijkse gemeenschappelijke wandelingen in de tuinen van het instituut door de stad en door uitstapjes ontwikkeld. Bij feestdagen ter gelegenheid van de verjaardagen en naamdagen van het koningspaar werden in het instituut theaterstukken opgevoerd. Het huistheater werd op 28 januari 1822, de naamdag van de evangelische koningin Caroline van Baden, geopend. Op Vastenavond 1823 speelde Max een scène uit een stuk zo goed, dat het koningspaar verzocht het stuk te herhalen.
Na zijn middelbare opleiding, bezocht Max eerst de universiteit in Landshut en later die in München. Hij volgde colleges over (vaderlandse) geschiedenis, kerkgeschiedenis en land- en volkenkunde. Max bezocht ook colleges over het Duitse bondsrecht en natuurkunde. Zijn interesses waren niet alleen veelzijdig, hij leerde ook zelf studies uit te voeren. Op vaste avonden in de week verzamelde hij geestelijk hoogstaande Beierse landgenoten en sprak met hen over wetenschappelijke en algemene vragen van die tijd, maar ook over dichten en muziek. Hij begon ook een bibliotheek, die aan het einde van zijn leven 27.000 boeken omvatte. Al op 22-jarige leeftijd, in 1830, stelde hij het stimuleren van kunst en literatuur via gouden en zilveren medailles in, en in 1835 een grote gouden medaille, waarmee Schmeller voor zijn Beierse dialecten (1821), Nagler voor zijn kunstenaarslexicon (1835), later ook de dichter Franz von Kobell, Ludwig Steub, Karl Stieler, Hermann Schmid en de jeugdboekenschrijfster Isabella Braun werden onderscheiden.
Op 16-jarige leeftijd had koning Maximiliaan I Jozef hem tot luitenant in het Chevauxlegerregiment koning gemaakt, later tot kolonel van het 9e Linien-infanterieregiment. De 18-jarige werd, op grond van zijn geboorte, in 1827 lid van de Kamer van de Rijksraad en nam tot op hoge leeftijd regelmatig aan haar zittingen deel. Zijn zwager koning Lodewijk I benoemde hem in 1832 tot commandant van de burgerwacht van de Isargewesten en daarmee ook tot bevelhebber van de landmacht daar en tot commandant van de Gebirchsschützen. In 1837 werd Max tot generaal-majoor benoemd.

### Huwelijk
Zijn huwelijk was, anders dan het in de Sissi-trilogie werd voorgesteld, niet een bijzonder gelukkig huwelijk. Zijn grootvader Willem in Beieren en zijn peetom Maximiliaan I Jozef, beslisten dat Max met zijn achternicht, koningsdochter Ludovika Wilhelmine, zou trouwen. Drie jaar na de dood van koning Maximiliaan I Jozef, werden ze in de Schloßkirch in Tegernsee getrouwd op 9 september 1828. Het huwelijk tussen Ludovika en Max was nooit echt gelukkig en van liefde was er helemaal geen sprake. Tijdens de eerste huwelijksnacht schrok de wat dichterlijker ingestelde Ludovika zo van Maximiliaans brute bedoelingen dat ze meteen om hulp gilde en Maximiliaan op liet sluiten in de wc. Wel moet gezegd worden dat dit vast hangt met de posities van mannen en vrouwen toen, en het dominante gedrag dat mannen hierdoor vertoonden. Toch ontwikkelde er zich een bepaalde verstandhouding en acceptatie. Kort na hun 50-jarig jubileum kreeg Max een beroerte, waarna Ludovika voor hem zorgde. Vanaf dat moment was er bij hem een ommekeer en Max behandelde haar nadien beter.

#### Echtelijke kinderen
Het paar kreeg tien kinderen samen:
- Lodewijk (21 juni 1831 - 6 november 1920), trouwde met het burgermeisje Henriëtte Mendel. Hierdoor verloor hij zijn recht als opvolger;
- Willem Karel (24 december 1832 - 13 februari 1833);
- Helene (4 april 1834 - 16 mei 1890), trouwde met prins Maximilian Anton Lamoral von Thurn und Taxis;
- Elisabeth (24 december 1837 - 10 september 1898), trouwde met keizer Frans Jozef I van Oostenrijk en werd hierdoor keizerin van Oostenrijk;
- Karel (9 augustus 1839 - 30 november 1909), volgde zijn vader op als hertog in Beieren;
- Marie (4 oktober 1841 - 19 januari 1925), trouwde met Frans II der Beide Siciliën en werd hierdoor later koningin der Beide Siciliën;
- Mathilde (30 september 1843 - 18 juni 1925), trouwde met graaf Lodewijk van Bourbon-Sicilië;
- Maximiliaan (8 december 1845), vermoedelijk doodgeboren;
- Sophie (22 februari 1847 - 4 mei 1897), trouwde met hertog Ferdinand van Alençon-Orléans;
- Maximiliaan (7 december 1849 - 12 juni 1893), trouwde met prinses Amalie van Saksen-Coburg en Gotha.

De kinderen werden opgevoed tussen Possenhofen en München zonder beperkingen. Hun moeder, een koningsdochter, was er niettemin op gebrand haar dochters zo hoog mogelijk uit te huwelijken. Om haar doel te bereiken, steunde zij op haar zusters, die met katholieke (Saksen, Oostenrijk) of protestantse (Pruisen) Duitse heersers waren getrouwd.

#### Buitenechtelijke kinderen
Hertog Max had niet alleen bij Ludovika kinderen, maar ook via buitenechtelijke relaties. "Hertog Max was een levensgenieter en hield niet zo van het familieleven. Alleen aan een tijdsindeling hield hij vast: 's middags was hij nooit te spreken, en al helemaal niet voor zijn vrouw en zijn acht echtelijke kinderen. Want dan at hij in zijn kamers met zijn beide buitenechtelijke dochters, die hij innig liefhad", schreef de historica Brigitte Hamann over het dagelijks leven van de hertog. Terwijl de beide meisjes bij hun vader in- en uitgaan mochten zoals zij het wilden, moesten de echtelijke kinderen zich van tevoren melden. Hertog Max was niet echt een vader, vaak was hij er niet eens. Biograaf Conte Corti meldde: "Vaak verscheen hertog Max onverwacht, precies tijdens de lesuren. Niet om te controleren, oh nee, integendeel, hij onthief de kinderen voor een ogenblik van het leren en trok met hen onder wild geschreeuw in de tuin, om vruchtbomen te plunderen, of hij bracht een klein orkest mee, en dan was er een concert en een dansfeestje. Was hij in een goede stemming, dan gebruikten de kinderen dat, om het vaderlijke gezag op te roepen, wanneer ze bij hun moeder één of andere wens niet konden doorzetten."

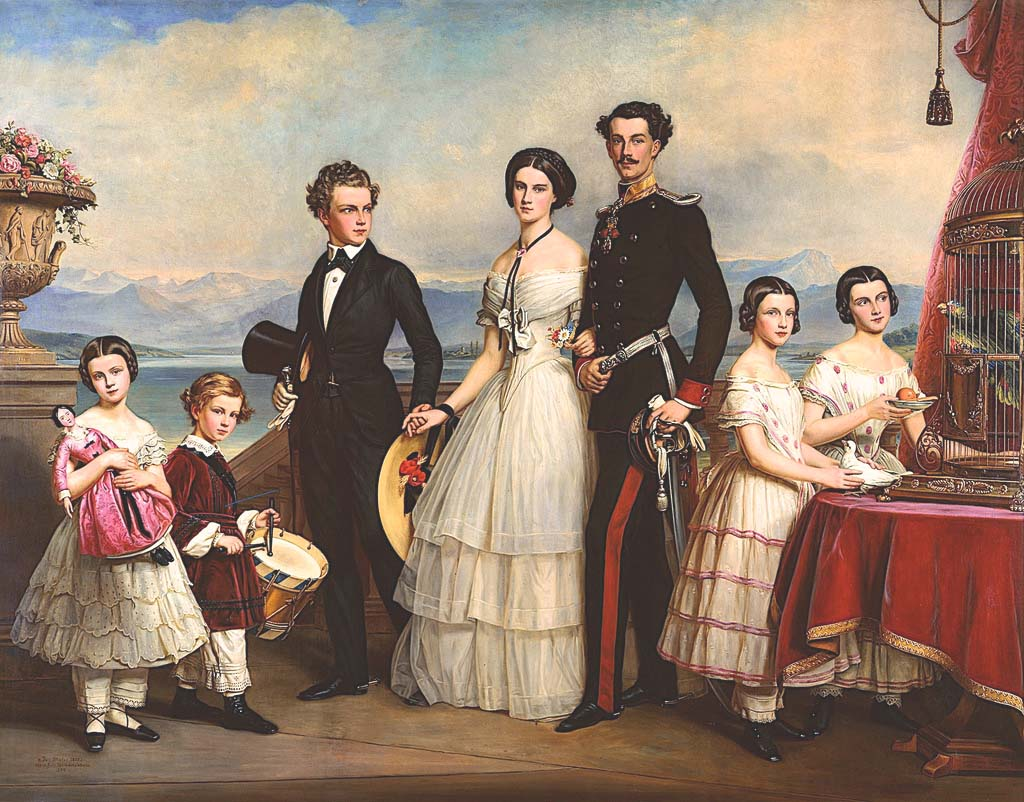
Een aantal kinderen van Max: v.l.n.r.: Sophie, Maximiliaan Emanuel, Karel Theodoor, Helene, Lodewijk, Mathilde en Marie

### Later leven
Hoewel de oude koning in 1824 Max de Herzog-Max-Burg als woning aangewezen had, bouwde de jonge Max tussen 1828 en 1830 naar de plannen van Klenze in de door Lodewijk I van Beieren begonnen Ludwigstraße het Hertog Maxpaleis. In de binnenplaats werd onder deelname van de hertog zelf het kunstrijden getoond en een circus gebouwd. Met zijn jonge familie bezocht Max de Bogenhauser tuinen, heden het Herzogpark genoemd. De van zijn moeder geërfde Franse bezittingen werden door hem verkocht en hij verwierf daarvoor de kastelen en landerijen van Possenhofen en Garatshausen. In 1838-1839 kocht hij het oude Wittelsbachse klooster Kühbach en het naburige Schloß Unterwittelsbach.
In 1834 gaf de 80-jarige hertog Wilhelm in Beieren de titel Chef der linie der hertogen in Beieren, niet door aan zijn Pius August, maar aan zijn geliefde kleinzoon hertog Max. Wilhelm achtte zijn eigen zoon niet geschikt om chef te zijn, omdat hij hem daar psychisch niet tegen opgewassen leek.
In januari 1837 stierf de grootvader van Max, en in augustus zijn vader. Normaal heeft een hertog (en hertogin) het predicaat Hoogheid. Lodewijk I van Beieren achtte de persoonlijkheid en het doen van zijn zwager, hertog Max, zo hoog, dat hij de leden van zijn linie in 1845 het predicaat Koninklijke Hoogheid verleende. Daarmee mochten Max en zijn familie zich laten aanspreken met Koninklijke Hoogheid.

### Overlijden
Kort na zijn 50-jarig huwelijk kreeg Max zijn eerste beroerte. Ongeveer tien jaar later, in 1888, ongeveer twee weken voor zijn dood, kreeg hij zijn tweede beroerte, die hij dus niet meer te boven kwam. Hij stierf op 15 november 1888 op bijna 80-jarige leeftijd. Zijn stoffelijk overschot werd bijgezet in de familiegrafkelder in het kasteel Tegernsee. Veel mensen betuigden hun laatste eer aan de populaire hertog. De Oostenrijkse keizer Frans Jozef en zijn troonopvolger Rudolf waren ook aanwezig, maar niet zijn lievelingsdochter Sisi. Hoofd van het hertogelijke huis in Beieren werd zijn tweede zoon Carl Theodor, omdat de oudste Ludwig Wilhelm afstand had gedaan van zijn eerstgeboorterecht. Zijn vrouw Ludovika stierf vier jaar later.
Na zijn dood werd hij bijgezet in het familiegraf in de abdij van Tegernsee, Beieren.

## Persoonlijkheid

### Reislustig

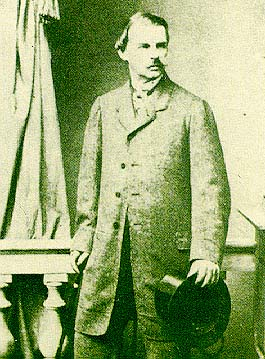
Hertog Max Jozef

Al in 1827 begon hij met reizen naar Engeland en Frankrijk, in 1831 ontving paus Gregorius XVI het jonge hertogspaar. De beide jonge Wittelsbachers bewonderden ook de kunstschatten van Rome en namen aan het carnaval deel. In 1832 ging het paar naar Napels en Sicilië. Op 20 januari 1838 reisde Max na grondige voorbereidingen naar Venetië, Korfoe, Patras, Athene en van daaruit naar Alexandrië, Caïro en het Heilige Land. Het bezoek in Jeruzalem, Bethlehem en Nazareth deden hem veel. Naast een officier en een arts begeleidden hem de kunstschilder Heinrich von Mayr en de citerspelende kamervirtuoos Johann Petzmayer, die hun leven lang vrienden bleven. Reeds in 1839 publiceerde de hertog onder zijn eigen naam een boek Wanderungen nach dem Orient. Daaruit bleek ook het bijzondere gevoel voor humor van de hertog. In het boek liet hij namelijk opzettelijk een aantal witte plekken vallen, die hij in het voorwoord aankondigde als "gecensureerde passages".
In Caïro kocht Max op de slavenmarkt vier kleine negerjongens, die hij mee terugnam naar zijn vaderland. Geheel München woonde de feestelijke doop van de Moren bij. Max genoot van de ophef en de aandacht die hem ten deel viel. In augustus 1852 ondernam hij met zijn vrouw, zijn zoon Karl Theodor en zijn dochters Helene en Elisabeth, een reis naar Bozen, Triëst en Venetië.

### Kunstliefhebber
Al in 1828 begon Max novellen te schrijven. Verscheidenen verschenen onder de pseudoniem Phantasus sinds 1831 in druk, in 1833 tot uitvoering op de bühne Lucrezia Borgia. In de 1826 opgerichte gezelschap "Altengland" ontwikkelde hij reeds voor zijn officiële intrede in 1845 gezelligheid en humor.
Net als aartshertog Johan van Oostenrijk en naar zijn voorbeeld bevorderde Max steeds meer het volkslied. Van grote betekenis was zijn rechtstreekse verbondenheid met alle kringen van het volk. Hij zong en verzamelde volksmuziek en volksmelodieën; hij componeerde stukken in een met de volksmuziek verwante melodie en verzorgde volksmuziek en zeden en gewoonten in de Beierse Hoogvlakte, maar ook ergens anders in Beieren, ongeveer in Oberfranken. In 1855 bezocht hij in Würzburg een opvoering van het Tannhäuser, maar waardeerde Lohengrin nog hoger. Hij sloot een vriendschap met de Zwabische zanger Justinus Kerner, die de mondtrom bespeelde, wanneer hij in gezellige kring bij de hertog in München ontmoette of wanneer de hertog hem bezocht. Max bevriende zich van alle met Franz von Kobell, de uit de Pfalzer familie stammende, die oud-Beierse en die Pfalzer dialect overheersende dichter, verzamelaar en zanger, jager en wetenschapper. Sinds 1843 verzamelde Max als koning Artus elke week in München een tafelronde van 14 ridders, waarbij o.a. de kanselier graaf Franz von Pocci - later de ceremoniemeester en hofmuziekhoofd van koning Max II -, de meesterzanger Franz von Kobell waren.

### Politieke interesses
Max was geenszins zonder interesse aan politiek en verhalen. Dat bleek, toen hij in zijn novellen en geschiedkundige uiteenzettingen de tijd der reformatie of de revolutie behandelde. Op 2 maart 1848 schreef hij aan de minister van Binnenlandse Zaken, vorst Lodewijk van Oettingen-Wallerstein, verbittered over de uitroeping van de republiek in Parijs en bood zich aan de nog regerende koning Lodewijk I van Beieren aan, die hem tot beschikking staande troepen en ook de Gebirgsschützen tegen alle binnen en buitenlandse vijanden in te zetten. Op 9 maart stelde hij zich aan de koning in München persoonlijk ter beschikking. Met koning Maximiliaan II van Beieren werkte hij aan dezelfde ideeën van de verzorging van de Beierse zeden en gewoonten en het volkslied. In 1858, toen koning Maximiliaan II zijn beroemde voetreis in de Beierse Hoogvlakte maakte, bracht Max zijn Oberbeierse volksliederen opnieuw uit. Hij droeg graag Beierse dracht en voerde de "Stopelhut" - de "Hertog-Max-Hütl" weer in.

### Melancholisch
In zijn jonge jaren was Max bij tijd en wijle al erg melancholisch en depressief. Naarmate hij ouder werd gebeurde dit steeds vaker. In deze periodes van depressiviteit trok hij zich dan ook volledig terug in zichzelf en had dan weinig contact met anderen. De depressies kwamen vaker en langer voor na zijn eerste beroerte. Er is zelfs een anekdote bekend dat hij eens bij zijn eigen huis voor de deur stond, maar niet binnen werd gelaten door de portier, omdat deze man hertog Max niet herkende. De melancholie zou niet alleen geërfd worden door zijn dochter Elisabeth, alle kinderen van Max hadden hier last van.

## Voorouders
| Maximiliaan Jozef in Beieren             | Maximiliaan Jozef in Beieren                                                                                | Maximiliaan Jozef in Beieren                                                                                | Maximiliaan Jozef in Beieren                                                                                | Maximiliaan Jozef in Beieren                                                                                | Maximiliaan Jozef in Beieren                                                                               | Maximiliaan Jozef in Beieren                                                                               | Maximiliaan Jozef in Beieren                                                               | Maximiliaan Jozef in Beieren                                                               |
| ---------------------------------------- | --- | --- | --- | --- | --- | --- | ------------------------------------------------------------------------------------------ | ------------------------------------------------------------------------------------------ |
| Overgrootouders                          | Johan van Palts-Zweibrücken-Birkenfeld-Gelnhausen (1698–1780) ∞ Sophia Charlotte van Salm-Dhaun (1719-1770) | Johan van Palts-Zweibrücken-Birkenfeld-Gelnhausen (1698–1780) ∞ Sophia Charlotte van Salm-Dhaun (1719-1770) | Frederik Michael van Palts-Birkenfeld (1724–1767) ∞ Maria Franziska Dorothea von Pfalz-Sulzbach (1724–1794) | Frederik Michael van Palts-Birkenfeld (1724–1767) ∞ Maria Franziska Dorothea von Pfalz-Sulzbach (1724–1794) | Charles Marie Raymond van Arenberg (1721–1778) ∞ Louise Margeritte de la Marck Et de Schleiden (1730–1820) | Charles Marie Raymond van Arenberg (1721–1778) ∞ Louise Margeritte de la Marck Et de Schleiden (1730–1820) | Louis Joseph de Mailly (1744–1818) ∞ Adélaïde Julie d'Hautefort (1743–1783)                | Louis Joseph de Mailly (1744–1818) ∞ Adélaïde Julie d'Hautefort (1743–1783)                |
| Grootouders                              | Wilhelm in Beieren (1752–1837) ∞ Maria Anna von der Pfalz-Zweibrücken (1753–1824)                           | Wilhelm in Beieren (1752–1837) ∞ Maria Anna von der Pfalz-Zweibrücken (1753–1824)                           | Wilhelm in Beieren (1752–1837) ∞ Maria Anna von der Pfalz-Zweibrücken (1753–1824)                           | Wilhelm in Beieren (1752–1837) ∞ Maria Anna von der Pfalz-Zweibrücken (1753–1824)                           | Lodewijk Maria van Arenberg (1757–1795) ∞ Marie Adélaïde Julie de Mailly-Nesle (1766–1789)                 | Lodewijk Maria van Arenberg (1757–1795) ∞ Marie Adélaïde Julie de Mailly-Nesle (1766–1789)                 | Lodewijk Maria van Arenberg (1757–1795) ∞ Marie Adélaïde Julie de Mailly-Nesle (1766–1789) | Lodewijk Maria van Arenberg (1757–1795) ∞ Marie Adélaïde Julie de Mailly-Nesle (1766–1789) |
| Ouders                                   | Pius August in Beieren (1786-1837) ∞ Amalia Louise van Arenberg (1789–1823)                                 | Pius August in Beieren (1786-1837) ∞ Amalia Louise van Arenberg (1789–1823)                                 | Pius August in Beieren (1786-1837) ∞ Amalia Louise van Arenberg (1789–1823)                                 | Pius August in Beieren (1786-1837) ∞ Amalia Louise van Arenberg (1789–1823)                                 | Pius August in Beieren (1786-1837) ∞ Amalia Louise van Arenberg (1789–1823)                                | Pius August in Beieren (1786-1837) ∞ Amalia Louise van Arenberg (1789–1823)                                | Pius August in Beieren (1786-1837) ∞ Amalia Louise van Arenberg (1789–1823)                | Pius August in Beieren (1786-1837) ∞ Amalia Louise van Arenberg (1789–1823)                |
| Maximiliaan Jozef in Beieren (1808–1888) | | | | | | |                                                                                            |                                                                                            |

## Varia
- Hertog Maximiliaan werd door de Duitse acteur Gustav Knuth vertolkt in de Sissi-trilogie.